# Hypometalla vecina
Hypometalla vecina là một loài bướm đêm trong họ Geometridae.